# Dion Nelin

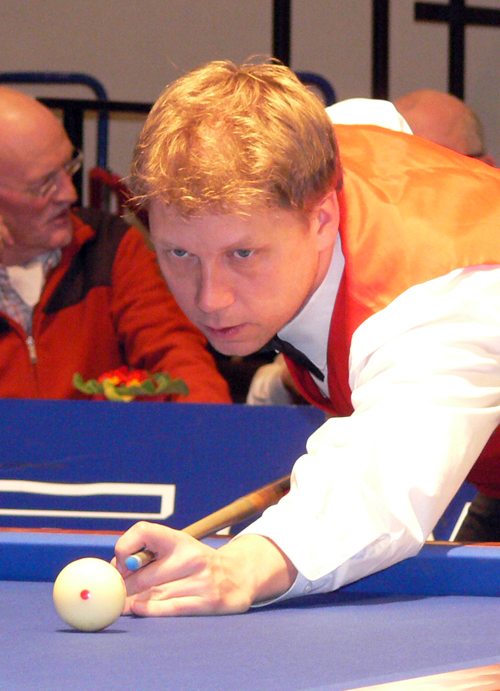
Dion Nelin

Dion Nelin (28 augustus 1976) is een Deens carambolebiljarter die gespecialiseerd is in het bandstoten en driebanden. Hij won het Deens kampioenschap bandstoten in 1993, 1994, 1996 en 1997 en het Deens kampioenschap driebanden in 1993, 1996, 1997, 2001, 2002 en 2008. 
Hij eindigde op het Europees kampioenschap driebanden op de tweede plaats in 1999 en op de derde plaats in 1994, 1997 en 2001. Hij eindigde op het wereldkampioenschap driebanden 
in 2002 in zijn vaderland op de tweede plaats door de finale te verliezen van Marco Zanetti. 
Hij won het wereldkampioenschap driebanden voor landenteams tweemaal, in 1995 met Jacob Haack-Sørensen en in 1996 met Hans Laursen. Op dat toernooi eindigde hij ook tweemaal op de derde plaats, in 2000 met Jacob Haack-Sørensen en in 2001 met Tonny Carlsen. 